# Liste der Bodendenkmale in Kakenstorf
In der Liste der Bodendenkmale in Kakenstorf sind alle Bodendenkmale der niedersächsischen Gemeinde Kakenstorf aufgelistet. Die Quelle ist der Denkmalatlas Niedersachsen. Der Stand der Liste ist der 30. Oktober 2024.

## Allgemein

Kakenstorf im Landkreis Harburg

In den Spalten finden sich folgende Informationen des Bodendenkmales:
Lagegeographische Koordinaten
BezeichnungBezeichnung lt. Denkmalatlas
BeschreibungBeschreibung lt. Denkmalatlas
IDObjekt-ID
BildBild, ggf. zusätzlich mit Link zu weiteren Fotos im Medienarchiv Wikimedia Commons.

## Bötersheim
| Lage                        | Bezeichnung                | Beschreibung | ID       | Bild |
| --------------------------- | -------------------------- | --- | -------- | ---- |
| 53° 19′ 21″ N, 9° 43′ 35″ O | Bötersheim 20, Grabhügel   | Gleichmäßig gewölbt mit kleiner Eingrabung in der Mitte. Durchmesser 15 m, erhaltene Höhe 1 m. | 28959593 | BW   |
| 53° 19′ 38″ N, 9° 43′ 43″ O | Bötersheim 21, Grabhügel   | Gleichmäßig gewölbt, breit, trägt Spuren des Forststreifenpflugs. | 28959591 | BW   |
| 53° 20′ 13″ N, 9° 43′ 11″ O | Bötersheim 22, Grabhügel   | | 28959594 | BW   |
| 53° 19′ 12″ N, 9° 44′ 49″ O | Bötersheim 25, Befestigung | Am Westufer der Este gelegener Gutshof, „Alter Garten“ genannt. Im Norden und Osten wird er von der zu einem Mühlteich aufgestauten Este, im Westen von einem künstlichen Graben und im Süden von einem kleinen zur Este entwässernden Bach begrenzt. Sie Innenfläche ist im Norden und Osten zur Este hin relativ steil. Die Grabenbreite erreicht bis zu 10 m. | 28952694 | BW   |

## Kakenstorf
| Lage                        | Bezeichnung              | Beschreibung | ID       | Bild |
| --------------------------- | ------------------------ | --- | -------- | ---- |
| 53° 18′ 43″ N, 9° 45′ 3″ O  | Kakenstorf 1, Wall       | Auf der Halbinsel zwischen Este und dem kleinen Bach Vossbek gelegener Abschnittswall. Aufgeschütteten Erdwall mit außen vorgelagertem Graben auf ca. 70 m Länge. Die Wallhöhe beträgt noch maximal 2 m. Der Graben ist stark verschliffen und max. noch 1 m tief. | 28959595 | BW   |
| 53° 18′ 7″ N, 9° 46′ 1″ O   | Kakenstorf 3, Grabhügel  | Wuchtig, Mitte mit altem Trichter, am Fuß ein Absatz, der wohl von abgegrabenen Steinkreis kündet. Durchmesser 15 m, erhaltene Höhe 1,3 m. | 28959481 | BW   |
| 53° 18′ 7″ N, 9° 46′ 4″ O   | Kakenstorf 4, Grabhügel  | Kräftig gewölbt, alte Eingrabung stört die Mitte, beiderseits verlaufen Nord-Süd-orientierte historische Wegspuren. Durchmesser 13 m, erhaltene Höhe 1,2 m. | 28959596 | BW   |
| 53° 18′ 6″ N, 9° 45′ 59″ O  | Kakenstorf 5, Grabhügel  | Sehr flach, Durchmesser 13 m, erhaltene Höhe 0,7 m. Bei der Bodenentnahme wurde eine Urne der jüngeren Bronze-/frühen Eisenzeit entdeckt. | 28959597 | BW   |
| 53° 18′ 7″ N, 9° 45′ 56″ O  | Kakenstorf 6, Grabhügel  | Wuchtig mit steilem Rand und verflachter Kuppe. Durchmesser 17 m, erhaltene Höhe 1,5 m. | 28959598 |      |
| 53° 18′ 6″ N, 9° 46′ 4″ O   | Kakenstorf 8, Grabhügel  | Wuchtig, Rand verläuft steil, Kuppe oben flach. Große alte Eingrabung in der Mitte, Südseite flach abgegraben. Durchmesser 13 m, erhaltene Höhe 1,2 m. | 28959599 | BW   |
| 53° 18′ 8″ N, 9° 46′ 5″ O   | Kakenstorf 9, Grabhügel  | Kräftig gewölbt, alte Eingrabugn stört die Mitte, Ostseite zur Sandentnahme teilweise abgegraben. Durchmesser 12 m, erhaltene Höhe 1,2 m. | 28959600 | BW   |
| 53° 18′ 4″ N, 9° 46′ 6″ O   | Kakenstorf 10, Grabhügel | Breit, flach mit stark zerwühlter Oberfläche. Durchmesser 17 m, erhaltene Höhe 0,7 m. | 28959602 | BW   |
| 53° 18′ 29″ N, 9° 47′ 12″ O | Kakenstorf 12, Grabhügel | Flach, rund, Durchmesser 10 m und erhaltene Höhe 0,6 m. | 28959603 | BW   |
| 53° 18′ 15″ N, 9° 46′ 1″ O  | Kakenstorf 13, Grabhügel | Wuchtig, Eingrabung stört die Mitte. Durchmesser 15 m, erhaltene Höhe 0,9 m. | 28959605 | BW   |
| 53° 18′ 27″ N, 9° 47′ 3″ O  | Kakenstorf 21, Grabhügel | Oben abgeplattet, 10 m Durchmesser und erhaltene Höhe 0,6 m. | 28959604 | BW   |
| 53° 18′ 54″ N, 9° 45′ 13″ O | Kakenstorf 25, Grabhügel | Breit, wuchtig, Rand verläuft steil, Kuppe flach. Durchmesser 15 m, erhaltene Höhe 1,2 m. | 28960398 | BW   |
| 53° 18′ 52″ N, 9° 45′ 15″ O | Kakenstorf 26, Grabhügel | Flach gewölbt mit sanft auslaufendem Rand. Alte Abgrabungen oder Eingrabungen stören Mitte und Südseite. Durchmesser 12 m, erhaltene Höhe 0,9 m. | 28959607 | BW   |
| 53° 18′ 52″ N, 9° 45′ 19″ O | Kakenstorf 27, Grabhügel | Sehr flach, Rand recht steil, Mitte großflächig eingesunken. Grenzgraben der Gemarkung schneidet den Hügelkörper. Durchmesser 15 m, erhaltene Höhe 0,9 m. | 28960395 | BW   |
| 53° 18′ 48″ N, 9° 45′ 21″ O | Kakenstorf 28, Grabhügel | Sehr flach, gleichmäßig gewölbt, Oberfläche leicht durch Tierbaue gestört. Durchmesser 12 m, erhaltene Höhe 0,7 m. | 28959610 | BW   |
| 53° 18′ 46″ N, 9° 45′ 27″ O | Kakenstorf 29, Grabhügel | Sehr flach, Rand läuft sanft aus, deutlich abgesetzt. Große Eingrabung stört die Mitte. Durchmesser 14 m, erhaltene Höhe 0,7 m. | 28959609 | BW   |
| 53° 18′ 59″ N, 9° 45′ 26″ O | Kakenstorf 30, Grabhügel | Flach gewölbt und durch Grenzgraben der Gemarkungsgrenze geschnitten. Im Westen eine flache Eingrabung, die zahlreiche Steine zeigt - vermutlich Reste eines den Hügelfuss einfassenden Steinkreises. Durchmesser 12 m, erhaltene Höhe 0,70 m.                     | 28960390 | BW   |
| 53° 18′ 58″ N, 9° 45′ 26″ O | Kakenstorf 31, Grabhügel | Flach gewölbt, Durchmesser 8 m, erhaltene Höhe 0,6 m | 28959612 | BW   |
| 53° 18′ 57″ N, 9° 45′ 25″ O | Kakenstorf 32, Grabhügel | Klein, flach, Durchmesser 5 m und erhaltenen Höhe 0,3 m. | 28959613 | BW   |
| 53° 18′ 56″ N, 9° 45′ 25″ O | Kakenstorf 33, Grabhügel | Kräftig gewölbt mit steilem Rand und leichter Einsenkung in der Mitte. Durchmesser 14 m, erhaltene Höhe 1,4 m. | 28959614 | BW   |
| 53° 18′ 55″ N, 9° 45′ 25″ O | Kakenstorf 34, Grabhügel | Undeutlich, klein, Durchmesser 6 m, die erhaltene Höhe 0,4 m. | 28959707 | BW   |
| 53° 18′ 54″ N, 9° 45′ 25″ O | Kakenstorf 35, Grabhügel | Ungleichmäßig, zerwühlt, Durchmesser 10 m, erhaltene Höhe 0,8 m. | 28959611 | BW   |
| 53° 18′ 54″ N, 9° 45′ 27″ O | Kakenstorf 36, Grabhügel | Klein, deutlich gewölbt, Durchmesser 6 m, erhaltene Höhe 0,5 m. | 28959709 | BW   |
| 53° 18′ 54″ N, 9° 45′ 26″ O | Kakenstorf 37, Grabhügel | Deutlich abgesetzt, Rand verläuft steil, Kuppe sanft gewölbt. Im Westen eine kleine Einsenkung. Durchmesser 8 m, erhaltene Höhe 0,6 m. | 28959708 | BW   |
| 53° 18′ 53″ N, 9° 45′ 27″ O | Kakenstorf 38, Grabhügel | Flach mit steilem Rand. Die Mitte ist flach, Oberfläche erheblich zerwühlt worden. Durchmesser 10 m, erhaltene Höhe 0,6 m. | 28959711 | BW   |
| 53° 18′ 52″ N, 9° 45′ 26″ O | Kakenstorf 39, Grabhügel | Gleichmäßig sanft gewölbt, Durchmesser 10 m und 0,7 m erhaltene Höhe. | 28959712 | BW   |
| 53° 18′ 53″ N, 9° 45′ 26″ O | Kakenstorf 40, Grabhügel | Flach, gleichmäßig gewölbt, Durchmesser 8 m und erhaltene Höhe 0,5 m. | 28959713 | BW   |
| 53° 18′ 52″ N, 9° 45′ 28″ O | Kakenstorf 41, Grabhügel | Klein, flach, Durchmesser 6 m und erhaltenen Höhe 0,4 m. | 28959714 | BW   |
| 53° 18′ 53″ N, 9° 45′ 28″ O | Kakenstorf 42, Grabhügel | Flach, unscheinbar, Durchmesser 8 m, erhaltene Höhe 0,6 m. | 28959715 | BW   |
| 53° 18′ 53″ N, 9° 45′ 25″ O | Kakenstorf 43, Grabhügel | Gleichmäßig gewölbt mit sanft auslaufendem Rand. Durchmesser 10 m, erhaltene Höhe 0,6 m. | 28959716 | BW   |
| 53° 17′ 28″ N, 9° 46′ 59″ O | Kakenstorf 44, Grabhügel | Flach, durch Grenzgraben durchschnitten. Eingrabung stört die Mitte. Durchmesser 14 m, erhaltene Höhe 0,6 m. | 28959710 | BW   |
| 53° 17′ 29″ N, 9° 46′ 58″ O | Kakenstorf 45, Grabhügel | Sehr flach mit sanft auslaufendem Rand und Eingrabung in der Mitte. Durchmesser 10 m und erhaltene Höhe 0,5 m. | 28959718 | BW   |